# だぶ
だぶ、だぶ汁は福岡県、佐賀県の郷土料理。行事食として食べられており、煮しめなどを作った際に出た野菜の切れ端を利用して作った料理とされる。
名前の由来は「汁がだぶだぶある（液の量が多い）」、水を多く入れて「ざぶざぶに仕上げる」の「ざぶ」が訛って「だぶ」となったといった説がある。
慶事や弔事の際に、隣近所などから人が集まり、一度にたくさんの量を共同で作っていた。
慶事の際と弔事の際では材料や食材の切り方が異なる。例えば、慶事では材料を四角に切り、弔事では材料を三角に切る。慶事では色鮮やかな玉麩を用いるが、弔事には用いない。
また、地域によっても異なり、唐津市は具材を短冊切りにすることが多く、浜玉町（現・唐津市）ではとろみをつけずに仕上げる。